# Rejonowy Zarząd Infrastruktury w Zielonej Górze

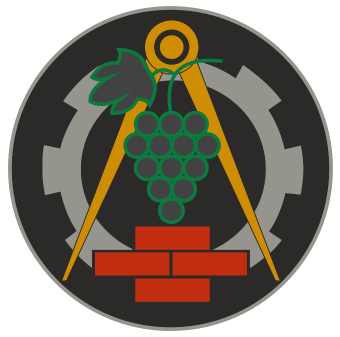
Oznaka rozpoznawcza RZI Zielona Góra na mundur wyjściowy (wzór: 2025).

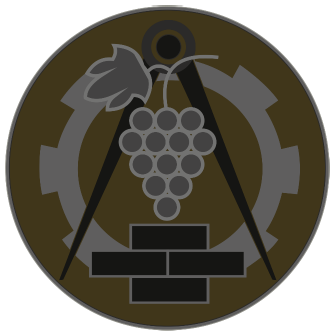
Oznaka rozpoznawcza RZI Zielona Góra na mundur polowy (wzór: 2025).

Rejonowy Zarząd Infrastruktury w Zielonej Górze (RZI Zielona Góra) – jednostka organizacyjna bezpośrednio podporządkowana Szefowi Inspektoratu Wsparcia Sił Zbrojnych, mieszcząca się przy ulicy Bolesława Chrobrego 7 w Zielonej Górze.

## Tradycje
Decyzją Nr 79/MON Ministra Obrony Narodowej z 7 kwietnia 2017 r. wprowadzono odznakę pamiątkową Rejonowego Zarządu Infrastruktury w Zielonej Górze.
Decyzją Nr 1/MON Ministra Obrony Narodowej z 2 stycznia 2025 r. wprowadzono oznakę rozpoznawczą RZI w Zielonej Górze

## Zadania
Zasadnicze zadania polegają na:
- zakwaterowania wojsk,
- gospodarowania nieruchomościami będącymi w trwałym zarządzie Ministra (w tym ogólnowojskowymi, szkoleniowymi, komunikacyjnymi oraz lotniskowymi),
- eksploatacji, inwestycji i remontów nieruchomości oraz związanej z nimi infrastruktury technicznej, gospodarki energetycznej i komunalnej, zaopatrywania w ruchome składniki majątkowe niezbędne do wyposażania i technicznego utrzymania nieruchomości.

## Struktura
Struktura:
- Szefostwo
- Księgowość
- Sekcja Kontroli i Inwentaryzacji
- Sekcja Sprzętu
- Wydział Koordynacji i Analiz[potrzebny przypis]:
  - Sekcja Operacyjna
  - Sekcja Personalno-Administracyjna
- Wydział Inwestycji Budowlanych
- Wydział Eksploatacji Nieruchomości[potrzebny przypis]:
  - Sekcja Technicznego Utrzymania Nieruchomości
  - Sekcja Gospodarki Komunalnej i Energetycznej
  - Sekcja Ochrony Środowiska
- Wydział Nieruchomości i Zakwaterowania Wojsk
- Wydział Infrastruktury
- Sekcja Zamówień Publicznych
- Sekcja Inwestycji Sojuszniczych i Programowych

## Szefowie RZI
Szefowie:
- płk Jerzy Jasiński (1993-2003)
- płk Bogdan Kaliszczak (2003-2010)
- płk Zdzisław Frukacz (2010-2019)
- płk Piotr Płocha (2019-2021)
- płk Janusz Pieniążek (cz.p.o. 2021)
- płk Robert Borejko (2021-obecnie)